# 1919-es argentin labdarúgó-bajnokság (első osztály)
Az 1919-es Primera División volt a 28. alkalommal megrendezett, legmagasabb szintű labdarúgó-bajnokság Argentínában. A Columbian csapata megszűnt.
A bajnokság újra két részre szakadt az argentin labdarúgó-szövetség (AFA) által szervezett bajnokságban mindössze 6 klub szerepelt köztük az újonnan feljutott Eureka, míg a többség megalapította az argentin amatőrök labdarúgó-szövetségét (AAmF), amelynek bajnokságában 14 csapat szerepelt köztük a szintén újonnan feljutott Vélez Sarsfield is.

## AFA – Argentin labdarúgó-szövetség
| Hely. | Csapat               | M | Gy | D | V | G+ | G– | Gk  | P  | Továbbjutás vagy kiesés |
| ----- | -------------------- | - | -- | - | - | -- | -- | --- | -- | ----------------------- |
| 1.    | Boca Juniors (B)     | 8 | 8  | 0 | 0 | 29 | 5  | +24 | 16 | Bajnokcsapat            |
| 2.    | Estudiantes (LP)     | 8 | 3  | 1 | 4 | 10 | 7  | +3  | 7  |                         |
| 3.    | Huracán              | 5 | 2  | 0 | 3 | 3  | 11 | −8  | 4  |                         |
| 4.    | Eureka (F)           | 5 | 1  | 1 | 3 | 5  | 6  | −1  | 3  |                         |
| 5.    | Sportivo Almagro (F) | 4 | 1  | 1 | 2 | 3  | 8  | −5  | 3  |                         |
| 6.    | Porteño              | 6 | 1  | 1 | 4 | 5  | 16 | −11 | 3  |                         |

## AAmF – Argentin amatőrök labdarúgó-szövetsége
| Hely. | Csapat                  | M  | Gy | D | V  | G+ | G– | Gk  | P  | Továbbjutás vagy kiesés |
| ----- | ----------------------- | -- | -- | - | -- | -- | -- | --- | -- | ----------------------- |
| 1.    | Racing Club (B)         | 13 | 13 | 0 | 0  | 43 | 10 | +33 | 26 | Bajnokcsapat            |
| 2.    | Vélez Sarsfield (F)     | 13 | 9  | 2 | 2  | 21 | 8  | +13 | 20 |                         |
| 3.    | River Plate             | 13 | 6  | 4 | 3  | 16 | 11 | +5  | 16 |                         |
| 4.    | Defensores de Belgrano  | 13 | 6  | 4 | 3  | 20 | 18 | +2  | 16 |                         |
| 5.    | Atlanta                 | 13 | 6  | 2 | 5  | 27 | 17 | +10 | 14 |                         |
| 6.    | San Lorenzo             | 13 | 5  | 3 | 5  | 22 | 20 | +2  | 13 |                         |
| 7.    | Gimnasia y Esgrima (LP) | 13 | 6  | 1 | 6  | 18 | 19 | −1  | 13 |                         |
| 8.    | Independiente           | 13 | 5  | 2 | 6  | 22 | 20 | +2  | 12 |                         |
| 9.    | Platense                | 13 | 5  | 2 | 6  | 22 | 24 | −2  | 12 |                         |
| 10.   | Sportivo Barracas       | 13 | 5  | 2 | 6  | 20 | 23 | −3  | 12 |                         |
| 11.   | Estudiantil Porteño     | 13 | 4  | 3 | 6  | 19 | 21 | −2  | 11 |                         |
| 12.   | Tigre                   | 13 | 4  | 1 | 8  | 17 | 23 | −6  | 9  |                         |
| 13.   | San Isidro              | 13 | 2  | 1 | 10 | 14 | 27 | −13 | 5  |                         |
| 14.   | Estudiantes (BA)        | 13 | 1  | 1 | 11 | 8  | 48 | −40 | 3  |                         |